# CAPTAIN!TV
『突撃型エンタメバラエティー CAPTAIN!TV』（とつげきがたエンタメバラエティー キャプテンティーヴィー）は、2009年10月2日から2010年9月24日まで日本テレビで放送されていた番宣番組である。

## 概要
『シオドメディア』の後番組で、同様に日本テレビの番組や近日公開予定の映画などの宣伝を行っていた。主な企画として、番組出演者へのインタビューとファッションチェック、番組制作の舞台裏と裏方の紹介などがあった。また、テレビに関する事を何でもランキング形式で紹介していた。
司会は、当時日本テレビアナウンサーだった上田まりえが務めていた。番組はテレビを大海原に見立て、視聴者におすすめの番組を船長役の上田にナビゲートさせるという趣向になっていた。共演者のダベアも、本番組では船員という設定であった。番組が2010年5月7日放送分をもって一部リニューアルしてからは、2人のキャラクター設定が海賊になった。
放送時間は毎週金曜 16:20 - 16:30 （日本標準時）。ただし、直後の時間帯に放送の『それいけ!アンパンマン』が1時間スペシャルとなる日や、16時台に第34回全日本少年サッカー大会などの高校サッカー中継が行われる日には、15:50からの繰り上げ放送となった。また、年末年始には放送休止となった。
後番組は『アナどきっ!』。

## 出演者
括弧内の肩書きは、番組放送当時のものを記載。
- キャプテン：上田まりえ（当時日本テレビアナウンサー）
- 船員：ダベア
- 「これミトけ♪」担当：水卜麻美（日本テレビアナウンサー） - 2010年9月10日放送分から出演。

## スタッフ
- ナレーター：菅谷大介（日本テレビアナウンサー）
- 撮影協力：帆船日本丸記念財団
- 構成：ちだい
- ディレクター：桜井紀子
- プロデューサー：向笠啓祐、三瓶篤樹、上野尚偉
- 制作：若月英宏
- 制作協力：AX-ON
- 製作著作：日本テレビ